# Montsûrs
Montsûrs é uma nova comuna francesa instituída em 1 de janeiro de 2019, na região administrativa da Pays de la Loire, no departamento de Mayenne.
A nova comuna nasceu pela fusão de Deux-Évailles, de Montourtier, de Saint-Ouën-des-Vallons e de Montsûrs-Saint-Céneré, que já vinha da fusão entre Montsûrs e Saint-Céneré.
No seu território passa o Rio Jouanne.